# ピエール・ロラン (自転車選手)
ピエール・ロラン（Pierre Rolland、1986年10月10日 - ）は、フランス、ロワレ県ジアン出身の自転車競技（ロードレース）選手。

## 来歴

### 2007年
- クレディ・アグリコルと契約を結んでプロ転向。
- ラ・トロピカル・アミサ・ボンゴ 区間1勝(第1S)・総合2位
- ツール・デュ・ドゥー 2位
- ツール・デュ・リムザン 区間1勝(第2S)

### 2008年
- ドーフィネ・リベレ 山岳賞

### 2009年
- Bbox ブイグテレコム（現：ヨーロッパカー）に移籍。
- ツール・ド・フランス 初出場、総合21位。

### 2010年
- シルキュイ・ド・ロレーヌ 区間1勝(第4S)・総合2位
- クリテリウム・デュ・ドーフィネ 総合8位
- クリテリウム・アンテルナシオナル 山岳賞

### 2011年
- シルキュイ・ド・ロレーヌ 総合4位
- ツール・ド・フランスの第19ステージ、ラルプ・デュエズの山頂ゴールでステージ優勝。総合でも11位となり、レイン・ターラミャエを抑え新人賞（マイヨ・ブラン）を獲得した。
- ツール・ド・レン 総合6位

### 2012年
- エトワール・ド・ベセージュ ステージ1勝(第3S)・総合4位
- ツール・ド・フランス
  - 区間1勝(第11)
  - 総合8位

### 2013年
- シルキュイ・ド・ラ・サルト ステージ1勝(第4S)・総合優勝
- パリ〜カマンベール 3位

### 2014年
- ジロ・デ・イタリア 総合4位

### 2015年
- ブエルタ・ア・カスティーリャ・イ・レオン 総合優勝(第3ステージ優勝)

### 2017年
- ジロ・デ・イタリアでは、長いグランツールでの不振から抜け出し復活のステージ優勝をあげた(第17ステージ)。
- ルート・デュ・スュド　区間優勝（第3ステージ）

### 2020年
- ツール・ド・サヴォワ・モン・ブラン（英語版） 総合優勝、ポイント賞、山岳賞（第3ステージ優勝）

### 2021年
- ツール・ドゥ・ルワンダ（英語版） 区間優勝（第6ステージ）

### 2022年
- クリテリウム・デュ・ドーフィネ  山岳賞